# Аграрний тиждень. Україна
«Агра́рний ти́ждень. Украї́на» — всеукраїнський інформаційно-аналітичний журнал. 

## Історія
Спочатку видання було діловою газетою, що виходила за інформаційної підтримки Міністерства аграрної політики України. Створена з метою своєчасного й об'єктивного інформування про реальний стан і роботу аграрного сектору України. З 2012 року — журнал. 
Цільова аудиторія: власники, керівники і фахівці господарств і переробних підприємств; обласні та районні адміністрації, головні управління агропромислового розвитку; вищі навчальні заклади аграрного напрямку I—IV ступенів акредитації, представники галузевих об'єднань і організацій, фермерів тощо.
Зміст видання «Аграрний тиждень. Україна» становлять фахові рубрики, зокрема: аналітика галузевих ринків, рослинництво, тваринництво і ветеринарія, передові й адаптовані технології агровиробництва, техніка АПК, державні цільові програми (КМУ), законотворення (профільний комітет ВР), фінансово-кредитна політика, біржові торги (САБУ), новини агробізнесу, думки і поради фахівців-практиків, іміджеві матеріали тощо.
Журнал повнокольоровий, глянцевий, виходить на 76 сторінках один раз на місяць. Наклад — 5 тисяч примірників (дані на 2018 р.).
Сайт видання надає можливість доступу до електронних версій тижневика за певну абонентську плату.